# 꿈에서 걸려온 전화
꿈에서 걸려온 전화는 대한민국의 인디 록 음악가 김뜻돌의 데뷔 정규 음반이다. 2020년 9월 27일 발매되었다. 음반을 통해 김뜻돌은 한국대중음악상에서 최우수 신인 상을 수상했으며, 수록곡 '삐뽀삐뽀'는 최우수 모던 록 노래에 후보로 지명되었다.

## 배경
인터뷰에서 김뜻돌은 이 음반이 실제로 전화를 받는 꿈을 꾼 뒤 제작한 음반이라고 인터뷰 했으며, 또한 자신의 과거에 관한 음반이라고 역시 이야기 한 바 있다. 음반은 크라우드펀딩 형식으로 제작되었으며, 목표 금액의 200%를 달성했다.

## 평가
비츠 퍼 미닛의 체이스 맥멀렌은 "꿈에서 걸려온 전화는 한국의 DIY 음악에서 그녀의 모습을 찾는 것보다 더 유망하다고도 말할 수 있는 새로운 목소리다"라고 말한 바 있다. 한국대중음악상의 선정위원 조혜림은 "김뜻돌은 신인으로서의 신선함을 갖췄다. 그러면서도 그 어떤 신인보다 노련하고 천연덕스럽게 장르를 변주한다."라고 평가했다.

## 곡 목록
| #            | 제목                                              | 재생 시간 |
| ------------ | ------------------------------------------------- | --------- |
| 1.           | 〈꿈에서 걸려온 전화 (A Call from My Dream)〉     | 4:15      |
| 2.           | 〈이름이 없는 사람 (Nameless)〉                   | 4:20      |
| 3.           | 〈작은 종말 (Small Death) (featuring 정우)〉      | 4:59      |
| 4.           | 〈나빗가루 (Butterfly Dust)〉                     | 2:45      |
| 5.           | 〈아참, (Ah,)〉                                   | 3:23      |
| 6.           | 〈보물찾기 (Treasure Hunt)〉                      | 3:03      |
| 7.           | 〈성큼성큼 (Footsteps)〉                          | 4:05      |
| 8.           | 〈삐뽀삐뽀 (Beep-Boop, Beep-Boop)〉               | 3:24      |
| 9.           | 〈실패하지 않는 사랑이 있나요 (As If)〉           | 4:32      |
| 10.          | 〈샤워를 해야해 (Shower Duty)〉                   | 4:33      |
| 11.          | 〈삐뽀삐뽀 (2018) (Beep-Boop, Beep-Boop (2018))〉 | 3:06      |
| 총 재생 시간 | 총 재생 시간                                      | 42:25     |